# Мария Кондратенко
Мария Стефанова-Кондратенко е български учен, микробиолог.
Родена и израснала в България. Завършва Института по хранителна промишленост в Пловдив през 1952 г. с първия випуск. През 1973 г. тя ръководи екип от изследователи в разработването на закваски, важни за индустриалното производство на българско кисело мляко. Кондратенко основава Genesis Laboratories, семейна компания, посветена на разширяването на границите на микробиологичните изследвания.
През 2003-та година пише книга, озаглавена "Българско Кисело Мляко", заедно с Желязко Симов, в която изследва значимостта на продукта от здравна гледна точка. Автор е също на книгата "Българското име на дълголетието" с подзаглавие Домашно приготовление на киселото мляко, която издава през 2005-та година. 
След издаването на книгата, режисьорът Румен Смилевски снима документален филм, озаглавен по същия начин, с участието на Юлия Григорова (вничка на д-р Стамен Григоров и ст.н.с д-р инж. Мария Ст. Кондратенко), филмът може да бъде намерен свободно онлайн под заглавието "Българското име на дълголетието: документален филм за българското кисело мляко" 
През 70-те години на миналия век инж. Кондратенко и нейният екип започват обиколка из селата, за да събират природни подкваси за кисело мляко. Целта им е да извлекат, селектират, комбинират и създадат закваска за промишлени цели, която да запази лечебните свойства на природната закваска. Задачата се оказва трудна. В природната закваска има два микроорганизма - Lactobacillus bulgaricus и Streptococcus thermophilus, които съжителстват в хармония. Специалистите пречистват различни щамове и ги комбинират отново, но симбиозата между двете бактерии се губи. След хиляди опити, те най-накрая успяват. С получените закваски, България започва да произвежда кисело мляко, което съдържа живи и здравословни микроорганизми до края на срока на годност, без никакви консерванти, стабилизатори или други добавки.
България сключва многомилионни договори за продажба на български закваски с Финландия и Япония.